# نیو بوستون موریا (پنسیلوانیا)
نیو بوستون موریا (به انگلیسی: New Boston-Morea) یک منطقهٔ مسکونی در ایالات متحده آمریکا است که در شهرستان سچویلکیلل، پنسیلوانیا واقع شده‌است. نیو بوستون موریا ۱٫۲ کیلومتر مربع مساحت و ۴۴۱ نفر جمعیت دارد.